# Seljonoje (Kaliningrad, Nesterow)
Seljonoje (russisch Зелёное, deutsch Grünhaus, Kreis Gumbinnen) ist ein Ort in der russischen Oblast Kaliningrad. Er gehört zur kommunalen Selbstverwaltungseinheit Stadtkreis Nesterow im Rajon Nesterow.

## Geographische Lage
Seljonoje liegt am Südwestrand des Bolschoi Torfjanoi Bugor (wörtlich "Großer Torfhügel", deutsch Packledimmer Moor, auch Teufelsmoor), elf Kilometer westlich der Rajonstadt Nesterow (Stallupönen/Ebenrode) und 14 Kilometer östlich der Stadt Gussew (Gumbinnen). Durch den Ort verläuft die Föderalstraße A229 (Teilstück der ehemaligen deutschen Reichsstraße 1, heute auch Europastraße 28).
Die nächste Bahnstation ist Diwnoje-Nowoje an der Bahnstrecke Kaliningrad–Tschernyschewskoje und weiter nach Litauen (frühere Preußische Ostbahn).

## Geschichte
Bis 1945 war das damals Grünhaus genannte Dorf ein Ort im Landkreis Gumbinnen im gleichnamigen Regierungsbezirk der preußischen Provinz Ostpreußen. Am 18. März 1874 gehörte Grünhaus zusammen mit sieben Landgemeinden bzw. Gutsbezirken zu den Gründungsgemeinden des Amtsbezirks Puspern (heute russisch: Lomowo).
Infolge des Zweiten Weltkrieges kam Grünhaus unter sowjetische Verwaltung. 1947 erhielt es den russischen Ortsnamen Seljonoje, der sich ebenfalls auf die Farbe grün bezieht, und wurde gleichzeitig dem Dorfsowjet Tschkalowski selski Sowet im Rajon Nesterow zugeordnet. Später gehörte der Ort zum Sawetinski selski Sowet. Von 2008 bis 2018 gehörte Seljonoje zur Landgemeinde Iljuschinskoje selskoje posselenije und seither zum Stadtkreis Nesterow.

### Einwohnerentwicklung
| Jahr | Einwohner |
| ---- | --------- |
| 1910 | 296       |
| 1933 | 212       |
| 1939 | 202       |
| 2002 | 23        |
| 2010 | 16        |

## Kirche
Das Dorf Grünhaus war bis 1945 mit seiner mehrheitlich evangelischen Bevölkerung in das seit 1725 bestehende Kirchspiel der Kirche Szirgupönen (1936–1938 Schirgupönen, 1938–1946 Amtshagen, seit 1946 russisch: Dalneje) eingepfarrt, das zum Kirchenkreis Gumbinnen in der Kirchenprovinz Ostpreußen der Kirche der Altpreußischen Union gehörte. Letzter deutscher Geistlicher war Pfarrer Helmut Karwinski.
Während der Sowjetzeit war alles kirchliche Leben untersagt. In den 1990er Jahren gründete sich im weiter südlich gelegenen Jasnaja Poljana (Groß Trakehnen) eine neue evangelische Gemeinde, die in die neu errichtete Propstei Kaliningrad der Evangelisch-Lutherischen Kirche Europäisches Russland (ELKER) integriert wurde. Die zuständigen Geistlichen sind die an der Salzburger Kirche in Gussew (Gumbinnen).